# DKW F8
La DKW F8 è un'autovettura di fascia medio-bassa, prodotta dal 1939 al 1942 dalla casa automobilistica tedesca DKW.

## Storia e profilo

### Nascita del modello
Il progetto che avrebbe portato alla F8 fu imbastito inizialmente da Ferdinand Porsche, che però lasciò in seguito tutto quanto nelle mani dei progettisti DKW per dedicarsi a tempo pieno al progetto KdF-Wagen. Siamo nel 1937: in questo periodo, e per buona parte dell'anno seguente, furono studiati ed apportati gli aggiornamenti tecnici relativi al nuovo modello. Il 19 agosto 1938 vennero presentati i primi prototipi al Consiglio di Amministrazione, il quale diede il via alla produzione di una cinquantina di modelli di pre-serie per effettuare dei test severi di durata ed affidabilità. Tali test si svolsero sia su strade normali, sia al circuito del Nürburgring: in quest'ultima sede, già alla fine del 1937 due prototipi furono testati per circa 30.000 chilometri. I prototipi che furono testati quasi un anno dopo, durante l'autunno del 1938, avrebbero totalizzato complessivamente oltre 500.000 chilometri di test.
La F7 fu introdotta nel mercato nel mese di marzo del 1939: già all'inizio dell'anno, gli esemplari di pre-serie furono portati presso i punti vendita come auto dimostrative, in seguito vendute. I 50 esemplari di pre-serie furono declinati in diverse varianti di carrozzeria e nei due livelli di allestimento già previsti a suo tempo per la F7. I dati di vendita riportati nelle fonti dedicate comprendono anche questi esemplari, per cui a prima vista può apparire che la F8 sia stata introdotta al pubblico già nel 1938, ma così non è.

#### Caratteristiche
La F8 nacque come modello di transizione in attesa della messa a punto e del lancio della F9, ancora allo stadio di prototipo, ma che purtroppo non sarebbe mai stata lanciata a causa dello scoppio della Seconda Guerra Mondiale. Fino a quel momento, l'avvicendamento da un modello all'altro nella gamma delle DKW bicilindriche era costituito semplicemente un aggiornamento del modello precedente. Ma nel caso del passaggio dalla F7 alla F8, le cose furono diverse: infatti il telaio fu completamente diverso, con due longheroni congiunti tra loro alle due estremità e quindi disposti a forma di ovale, con una traversa centrale ad irrigidire il tutto. Tale soluzione fu mutuata direttamente dal prototipo F6 di alcuni anni prima e sarebbe stata la base delle successive DKW del dopoguerra, nonché dei modelli IFA e Wartburg, prodotti nella ex-DDR, questi ultimi prodotti addirittura fino al 1991!
Tra le altre novità introdotte con il nuovo telaio, vi fu lo sterzo a cremagliera che sostituì la precedente soluzione a vite senza fine, ma anche il nuovo sistema di supporto (mediante silent block in gomma) del motore e della scatola del differenziale. Nuovo fu anche l'avantreno, non più a doppia balestra trasversale, bensì a singola balestra trasversale posta superiormente e a triangoli posti inferiormente. Un'altra differenza che distinse la F8 dalla F7 fu quella relativa all'impianto frenante, che utilizzò su licenza il metodo Perrot-Bendix, ossia con frenatura integrale a quattro tamburi.
Molte meno furono le differenze dal punto di vista estetico: nella F8 la griglia del radiatore era un po' più inclinata per permettere l'alloggiamento della cremagliera nella zona bassa del frontale. Inoltre, la griglia stessa non era più caratterizzata da listelli disposti a lisca di pesce, ma da altri listelli disposti uniformemente in verticale. Ai lati del cofano, poi, erano presenti due file di piccole feritoie per lato, anziché una sola fila di feritoie più grandi per lato, come invece era per la F7. Furono infine leggermente ridisegnati anche i parafanghi anteriori.

#### Gamma al debutto
Al momento del lancio, la gamma della F8 fu così composta:
- Reichsklasse Normal: allestimento di base previsto in abbinamento con le carrozzerie berlina a 2 porte e trasformabile a due o quattro posti (due porte). Si trattava di un allestimento piuttosto elementare e semplificato, privo di orpelli e di fronzoli vari: le differenze più significative rispetto alla F7 di pari allestimento stavano nella presenza di un nuovo parabrezza in vetro di sicurezza e nell'arrivo di una coppia di tergicristalli, in precedenza assenti. Il motore era un bicilindrico a due tempi con cilindrata di 589 cm³ e potenza massima di 18 CV;
- Reichsklasse Spezial: allestimento intermedio previsto in abbinamento con le carrozzerie berlina a 2 porte e trasformabile a quattro posti (quest'ultima sempre a due porte), e disponibile con il motore della Normal oppure con l'unità da 690 cm³ e da 20 CV di potenza massima. Si riconosceva dalla Normal per il cruscotto dotato anche di indicatore del livello carburante, per i paracolpi agli angoli del corpo vettura, per i listelli del radiatore verniciati in color argento e per la linea decorativa che correva lungo le fiancate, quasi all'altezza della linea di cintura;
- Meisterklasse: allestimento medio-alto previsto in abbinamento alle carrozzerie berlina a 2 o a 4 porte, trasformabile a 2 o a 4 posti. Era previsto un solo motore, vale a dire il bicilindrico da 690 cm³ da 20 CV. La dotazione era più ricca e comprendeva elementi già visti nella F7 Meisterklasse, come la verniciatura bicolore, ma anche novità come i deflettori ai finestrini anteriori, i copricerchi cromati di diametro maggiorato, proiettori anteriori di maggior diametro, nuove luci di stop posteriori. Internamente fu montato un nuovo cruscotto a due grossi strumenti circolari (tachimetro e orologio con integrato l'indicatore di livello carburante);
- Front Luxus-Cabriolet: allestimento di punta previsto unicamente con carrozzeria cabriolet a due o a quattro posti, verniciatura bicolore. Come caratteristiche specifiche vi erano i tergicristalli fissati inferiormente (negli altri allestimenti erano fissati sul lato superiore del parabrezza) e la ruota di scorta montata direttamente sulla parte posteriore senza incavi di alloggiamento. Il motore previsto era la stessa unità da 0.7 litri prevista per l'allestimento Meisterklasse. Questa versione fu l'unica a non venire assemblata a Zwickau, bensì presso la carrozzeria Baur di Stoccarda.

In fase di test furono inoltre realizzati otto esemplari di coupé profilata, destinati al raid Berlino-Roma del 1938, più alcuni altri esemplari di furgoncino e di telaio nudo. Questi ultimi due andarono a far parte della gamma definitiva a furono ordinabili già all'inizio del 1939.

### Evoluzione

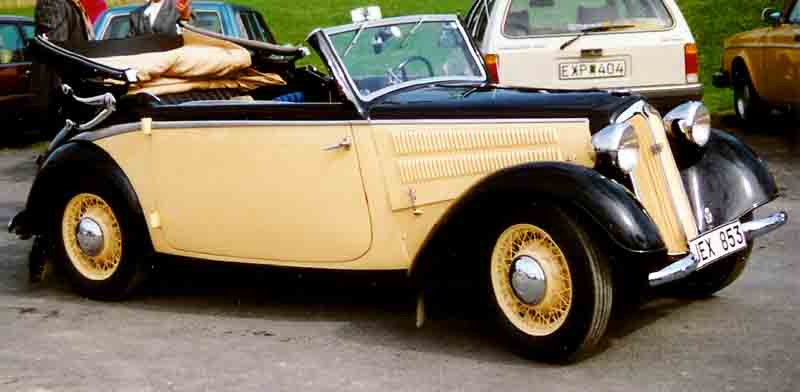
Una F8 Luxus-Cabriolet del 1939

Al debutto della gamma F8 fu annunciato che entro breve tempo sarebbero state introdotte anche delle particolari versioni destinate ad alcuni mercati esteri. Tali versioni, denominate Meister Super, si differenziavano da quelle previste per il mercato interno essenzialmente per la carrozzeria in lamiera anziché in legno. Inoltre, le Meister Super erano sprovviste di deflettori per i finestrini anteriori, i quali però erano discendenti. Ed ancora, tali versioni prevedevano paraurti integrali e non solo agli angoli del corpo vettura. Le Meister Super furono assemblate presso lo stabilimento DKW di Spandau, alle porte di Berlino e furono introdotte in listino solo a partire dal mese di giugno del 1939, nelle carrozzerie berlina e cabriolet. Tre mesi dopo vi fu lo scoppio della Seconda Guerra Mondiale, per cui non vi sarebbero state molte altre variazioni di rilievo nell'evoluzione della gamma F8, se non relativamente alla progressiva riduzione della gamma. L'unica degna di nota, ed anche sintomatica del duro periodo , fu la produzione, fra l'agosto e l'ottobre del 1940, di 200 esemplari di F8 allestite come autoambulanza. Ma già avevano iniziato a scomparire alcune versioni della gamma: entro la fine del 1939 scomparvero le Reichsklasse con carrozzeria trasformabile e la coupé a due posti (quest'ultima introdotta nella primavera dello stesso anno, poco dopo il lancio della gamma F8). Nel primo semestre del 1940 fu la volta delle restanti Reichsklasse tranne la Spezial con motore da 0.7 litri; nello stesso periodo furono tolte dal listino anche la berlina a 4 porte (Meisterklasse) e la cabriolet a 2 posti. Un anno dopo la gamma fu ridotta all'osso e consistette solo nelle versioni Export, nella Meisterklasse berlina a 2 porte, quella trasformabile e nella cabriolet a 4 posti, oltre che nella versione pick-up e nel solo telaio nudo. Ma anche queste versioni, entro la fine dell'autunno 1942 scomparvero.
La F9, destinata a sostituire la F8, non fu mai lanciata per forza di cose, ma la sua carrozzeria fu riutilizzata dopo la guerra per equipaggiare la DKW F89 e la sua "gemella" orientale IFA F9. Quanto alla carrozzeria della F8, essa venne pure ripresa al termine del conflitto dalla IFA, che l'assemblò per il suo modello F8.

### Riepilogo caratteristiche
| Modello                           | Carrozzeria           | Motore                                                          | Cilindrata cm³ | Alesaggio x corsa (mm) | Alimentazione             | Potenza CV/rpm | Coppia Nm/rpm | Cambio/ N°rapporti | Massa a vuoto (kg) | Velocità max | Consumo (l/100 km) | Commercia- lizzazione | Prezzo al debutto (RM) | Esemplari prodotti |
| F8 Reichsklasse Normal            | Berlina 2p            | Bicilindrico in linea due tempi con metodo di lavaggio Schnürle | 589            | 74.0x68.5              | Carburatore Solex 30BFLH  | 18/3500        | -             | Manuale a 3 marce  | 720                | 80           | 7                  | 10/1938-04/1940       | 1.795                  | 1.352              |
| F8 Reichsklasse Normal            | Trasformabile 2 posti | Bicilindrico in linea due tempi con metodo di lavaggio Schnürle | 589            | 74.0x68.5              | Carburatore Solex 30BFLH  | 18/3500        | -             | Manuale a 3 marce  | 700                | 80           | 7                  | 03/1939-11/1939       | 1.650                  | 273                |
| F8 Reichsklasse Normal            | Trasformabile 4 posti | Bicilindrico in linea due tempi con metodo di lavaggio Schnürle | 589            | 74.0x68.5              | Carburatore Solex 30BFLH  | 18/3500        | -             | Manuale a 3 marce  | 700                | 80           | 7                  | 08/1938-11/1939       | 1.880                  | 789                |
| F8 Reichsklasse 600 Spezial       | Berlina 2p            | Bicilindrico in linea due tempi con metodo di lavaggio Schnürle | 589            | 74.0x68.5              | Carburatore Solex 30BFLH  | 18/3500        | -             | Manuale a 3 marce  | 720                | 80           | 7                  | 09/1938-04/1940       | -                      | 5.429              |
| F8 Reichsklasse 600 Spezial       | Trasformabile 4 posti | Bicilindrico in linea due tempi con metodo di lavaggio Schnürle | 589            | 74.0x68.5              | Carburatore Solex 30BFLH  | 18/3500        | -             | Manuale a 3 marce  | 700                | 80           | 7                  | 09/1938-03/1940       | -                      | 1.665              |
| F8 Reichsklasse 700 Spezial       | Berlina 2p            | Bicilindrico in linea due tempi con metodo di lavaggio Schnürle | 690            | 76x76                  | Carburatore Solex 30BFLH  | 20/3500        | 57/2300       | Manuale a 3 marce  | 720                | 85           | 7                  | 03/1939-01/1941       | -                      | 4.226              |
| F8 Reichsklasse 700 Spezial       | Trasformabile 4 posti | Bicilindrico in linea due tempi con metodo di lavaggio Schnürle | 690            | 76x76                  | Carburatore Solex 30BFLH  | 20/3500        | 57/2300       | Manuale a 3 marce  | 700                | 85           | 7                  | 02/1939-09/1942       | -                      | 1.016              |
| F8 Meisterklasse                  | Berlina 2p            | Bicilindrico in linea due tempi con metodo di lavaggio Schnürle | 690            | 76x76                  | Carburatore Solex 30BFLH  | 20/3500        | 57/2300       | Manuale a 3 marce  | 750                | 85           | 7                  | 09/1938-09/1942       | 2.350                  | 12.278             |
| F8 Meisterklasse                  | Berlina 4p            | Bicilindrico in linea due tempi con metodo di lavaggio Schnürle | 690            | 76x76                  | Carburatore Solex 30BFLH  | 20/3500        | 57/2300       | Manuale a 3 marce  | 750                | 85           | 7                  | 02/1939-04/1940       | -                      | 533                |
| F8 Meisterklasse                  | Trasformabile 2 posti | Bicilindrico in linea due tempi con metodo di lavaggio Schnürle | 690            | 76x76                  | Carburatore Solex 30BFLH  | 20/3500        | 57/2300       | Manuale a 3 marce  | 730                | 85           | 7                  | 11/1938-08/1942       | 2.175                  | 1.889              |
| F8 Meisterklasse                  | Trasformabile 4 posti | Bicilindrico in linea due tempi con metodo di lavaggio Schnürle | 690            | 76x76                  | Carburatore Solex 30BFLH  | 20/3500        | 57/2300       | Manuale a 3 marce  | 730                | 85           | 7                  | 08/1938-09/1942       | -                      | 4.673              |
| F8 Meisterklasse                  | Coupé 2 posti         | Bicilindrico in linea due tempi con metodo di lavaggio Schnürle | 690            | 76x76                  | Carburatore Solex 30BFLH  | 20/3500        | 57/2300       | Manuale a 3 marce  | -                  | 85           | 7                  | 04/1939-11/1939       | -                      | 32                 |
| F8 Front Luxus-Cabriolet          | Cabriolet 2 posti     | Bicilindrico in linea due tempi con metodo di lavaggio Schnürle | 690            | 76x76                  | Carburatore Solex 30BFLH  | 20/3500        | 57/2300       | Manuale a 3 marce  | 800                | 85           | 8                  | 02/1939-03/1940       | 3.250                  | 527                |
| F8 Front Luxus-Cabriolet          | Cabriolet 4 posti     | Bicilindrico in linea due tempi con metodo di lavaggio Schnürle | 690            | 76x76                  | Carburatore Solex 30BFLH  | 20/3500        | 57/2300       | Manuale a 3 marce  | 830                | 85           | 8                  | 11/1938-08/1942       | 3.400                  | 2.909              |
| F8 Meister Super1                 | Berlina               | Bicilindrico in linea due tempi con metodo di lavaggio Schnürle | 690            | 76x76                  | Carburatore Solex 30BFLH  | 20/3500        | 57/2300       | Manuale a 3 marce  | -                  | 85           | -                  | 06/1939-06/1941       | -                      | 1.165              |
| F8 Meister Super1                 | Trasformabile 4 posti | Bicilindrico in linea due tempi con metodo di lavaggio Schnürle | 690            | 76x76                  | Carburatore Solex 30BFLH  | 20/3500        | 57/2300       | Manuale a 3 marce  | -                  | 85           | -                  | 06/1939-06/1941       | -                      | 214                |
| F8 Stromlinien                    | Coupé                 | Bicilindrico in linea due tempi con metodo di lavaggio Schnürle | 690            | 76x76                  | -                         | 40/-           | -             | Manuale a 3 marce  | -                  | 140          | -                  | 08/1938-09/1938       | -                      | 8                  |
| F8 Lieferwagen                    | Furgoncino            | Bicilindrico in linea due tempi con metodo di lavaggio Schnürle | 690            | 76x76                  | Carburatore Solex 30 BFLH | 20/3500        | 57/2300       | Manuale a 3 marce  | 760                | 75           | 7                  | 12/1938-08/1942       | 2.350                  | 6.915              |
| F8 Pritschenwagen                 | Pick-up               | Bicilindrico in linea due tempi con metodo di lavaggio Schnürle | 690            | 76x76                  | Carburatore Solex 30 BFLH | 20/3500        | 57/2300       | Manuale a 3 marce  | 750                | 75           | 7                  | 04/1939-10/1941       | -                      | 2.402              |
| F8 Krankenwagen                   | Ambulanza             | Bicilindrico in linea due tempi con metodo di lavaggio Schnürle | 690            | 76x76                  | Carburatore Solex 30 BFLH | 20/3500        | 57/2300       | Manuale a 3 marce  | -                  | 75           | -                  | 08/1940-10/1940       | -                      | 200                |
| F8 Gerätewagen                    | Veicolo di soccorso   | Bicilindrico in linea due tempi con metodo di lavaggio Schnürle | 690            | 76x76                  | Carburatore Solex 30 BFLH | 20/3500        | 57/2300       | Manuale a 3 marce  | -                  | 75           | -                  | 05/1939-03/1940       | -                      | 16                 |
| Autotelaio F8                     | Telaio nudo           | Bicilindrico in linea due tempi con metodo di lavaggio Schnürle | 690            | 76x76                  | Carburatore Solex 30 BFLH | 20/3500        | 57/2300       | Manuale a 3 marce  | -                  | 75           | -                  | 02/1939-11/1942       | -                      | 2.497              |
| Note: 1Non per il mercato tedesco |                       |                                                                 |                |                        |                           |                |               |                    |                    |              |                    |                       |                        |                    |